# Ophthalmitis hypophayla
Ophthalmitis hypophayla är en fjärilsart som beskrevs av Eugen Wehrli 1943. Ophthalmitis hypophayla ingår i släktet Ophthalmitis och familjen mätare. Inga underarter finns listade i Catalogue of Life.